# Campane di Balangiga
Le campane di Balangiga sono tre campane prese come trofei di guerra dall'Esercito degli Stati Uniti nella chiesa di San Lorenzo de Martir a Balangiga (Eastern Samar, Filippine), dopo le rappresaglie seguite al massacro di Balangiga del 1901 durante la Guerra filippino-americana. Una campana era in possesso del 9º Reggimento Fanteria a Camp Red Cloud, la loro base in Corea del Sud, mentre le altre due erano in un'ex base dell'11º Reggimento Fanteria alla base aerea Francis E. Warren di Cheyenne (Wyoming).
I rappresentanti della Chiesa cattolica nelle Filippine, il governo filippino e gli abitanti di Balangiga avevano cercato, senza successo, di recuperare le campane fin dagli anni Cinquanta. A seguito dei progressi nei negoziati del 2018 le campane sono state restituite alle Filippine l'11 dicembre dello stesso anno.

## Storia
La chiesa di Balangiga fu dedicata nel 1854 al martire romano San Lorenzo, ma la città impiegò probabilmente altri quattro anni per raccogliere i fondi necessari per l'acquisto della prima campana che venne fusa intorno al 1853 e reca lo stemma francescano. Ha un imbocco di 70,5 cm di diametro e un'altezza di 76,2 cm. Su questa campana appare l'iscrizione: "R. San Francisco Año El 1853" ("R. San Francisco L'Anno 1853") che si ipotizza possa essere stato il nome del parroco di quel tempo, oppure che il termine significhi Religioso de San Francisco, un riferimento all'ordine religioso dei Francescani.
La seconda campana venne fusa intorno al 1889 con un imbocco di 70,5 cm di diametro e un'altezza di 69,9 cm. Lo stesso anno la città l'acquistò per iniziativa di Fr. Agustin Delgado, il cui nome è iscritto sul corpo della campana in segno di riconoscenza. Su questa campana appare l'iscrizione: "Se Refundio Siendo Cura Parroco El M.R.P.F. Agustin Delgado Año 1889". Le campane erano designate in spagnolo come campanas colgantes, che significa "campane sospese", di solito appese a una trave e suonate con una corda attaccata al battaglio.
La terza e più piccola delle campane si ritiene sia stata acquistata nel 1895 per iniziativa di Fr. Bernardo Aparicio. Le stime delle sue dimensioni indicano un'altezza compresa fra 58,4 a 61 cm e un imbocco di circa 51 cm di diametro. Su questa campana, oltre all'emblema francescano, appare l'iscrizione: "Se Refundio Siendo Parroco P. Bernardo Aparicio Año 1895" ("Si Rifuse Essendo Parroco P. Bernardo Aparicio Anno 1895"). Le campane di queste tipo sono note come esquila (in spagnolo, "squilla", "campanella") o campana de vuelo, letteralmente "campana al volo", usate per suonare l'allarme nei momenti di pericolo. La parola spagnola refundio ("rifuse") significa che la campana era stata rifusa da rottami di bronzo.

## Massacro di Balangiga
Il 28 settembre 1901, un gruppo di filippini provenienti dal villaggio di Balangiga tese un'imboscata ai militari della Compagnia C del 9º Reggimento Fanteria statunitense mentre erano a colazione, uccidendo 48 dei 78 uomini dell'unità e ferendone 22, con solo quattro che riuscirono a fuggire illesi e quattro dispersi in azione. Gli abitanti del villaggio catturarono circa 100 fucili e 25 000 munizioni e si stima che da 20 a 25 di loro siano morti nello scontro, con un numero simile di feriti.

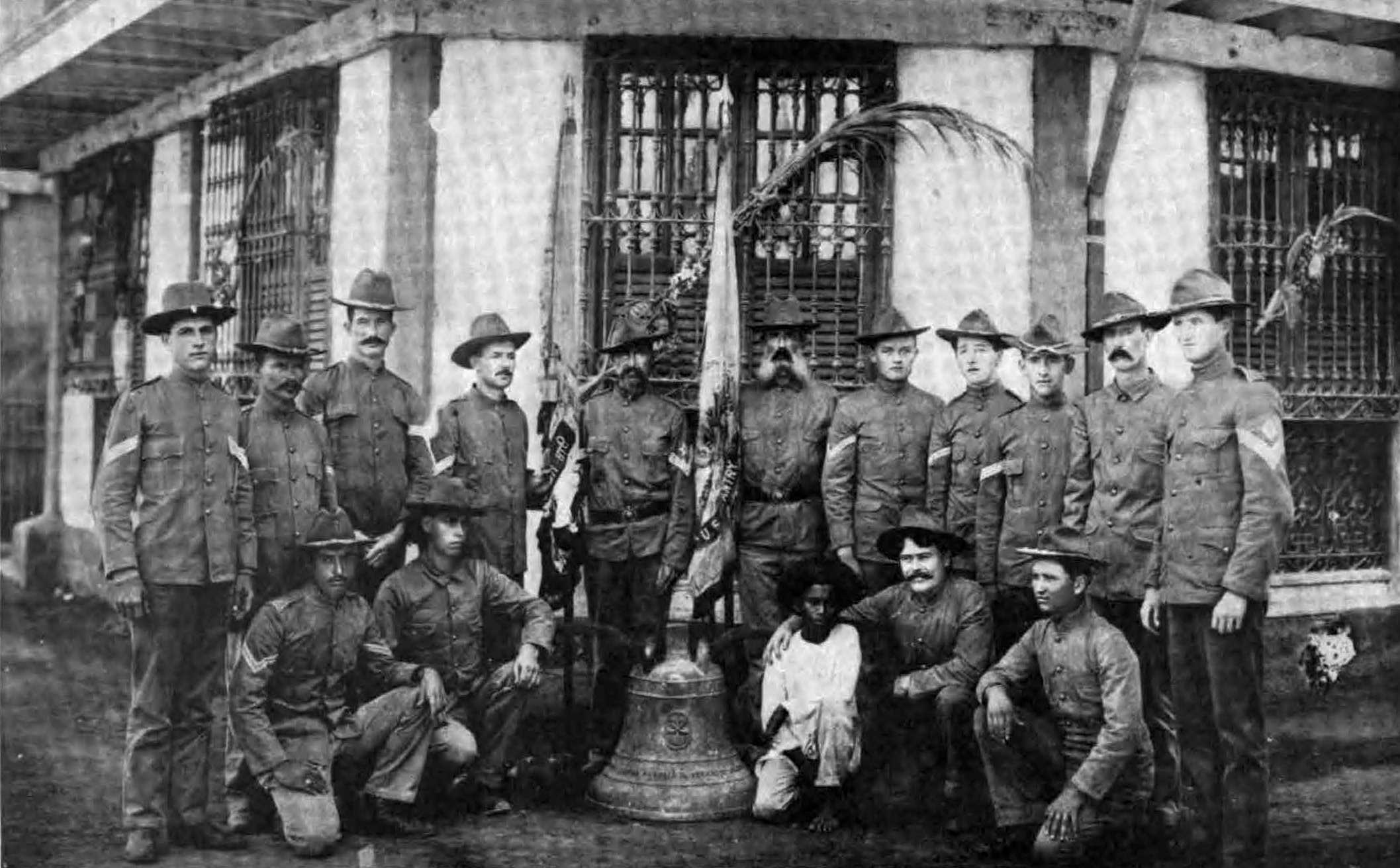
Soldati statunitensi della Compagnia C, 9º Reggimento Fanteria posano con una delle campane di Balangiga requisite come trofeo di guerra. Foto scattata a Calbayog (Samar) nell'aprile 1902.

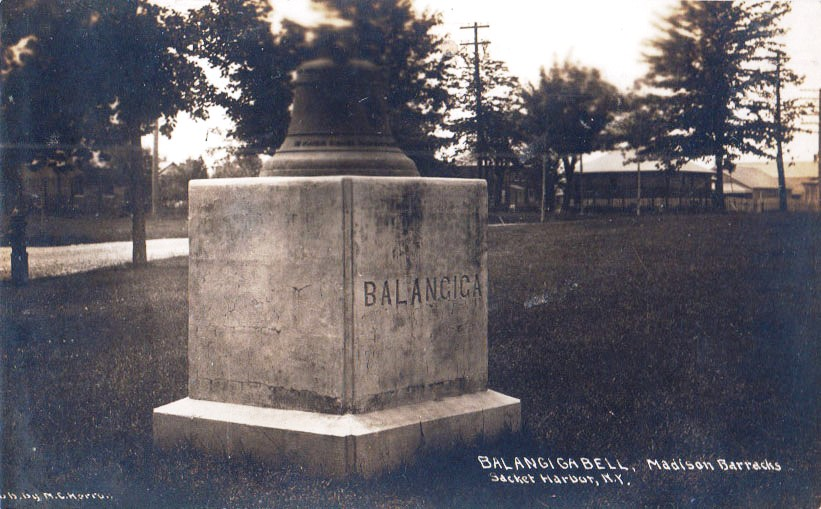
La campana dei segnali esposta nella Caserma Madison a Sackets Harbor, la guarnigione di New York del 9º Reggimento Fanteria statunitense alla svolta del XX secolo. Questa campana fu poi spostata a Camp Red Cloud in Corea.

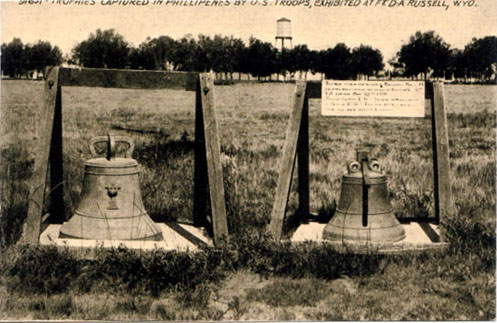
Due campane esposte a Forte D.A. Russel (ora Base aerea Francis E. Warren), 1910 circa.

Per rappresaglia, il generale Jacob H. Smith ordinò che Samar fosse trasformata in una "desolazione urlante" ("howling wilderness") e che fosse fatto fuoco su qaualsiasi maschio filippino sopra i dieci anni di età che fosse capace di impugnare le armi. I soldati statunitensi requisirono tre campane dalla chiesa della città e le trasferirono negli Stati Uniti come trofei di guerra. Il 9º Reggimento Fanteria sostenne in seguito che l'unica campana in loro possesso era stata donata al reggimento dagli abitanti del villaggio quando l'unità aveva lasciato Balangiga il 9 aprile 1902. La campana era stata effettivamente data loro dall'11º Reggimento Fanteria, che aveva preso tutte e tre le campane quando aveva lasciato Balangiga per Tacloban il 18 ottobre 1901.
Smith e il suo principale subordinato, il maggiore Littleton Waller del Corpo dei Marines degli Stati Uniti, furono entrambi processati davanti alla corte marziale per crimini di guerra contro la popolazione civile di Samar. Waller fu assolto dalle accuse. Smith fu riconosciuto colpevole, ammonito e mandato in pensione dal servizio, ma le accuse furono fatte cadere poco dopo. In seguito fu acclamato come un eroe di guerra.

## Spostamento negli Stati Uniti
Dopo il massacro di Balangiga, la città fu riconquistata il 29 settembre 1901 da 55 uomini della Compagnia G, 9º Fanteria. Quell'unità partì dalla città lo stesso giorno e fu sostituita da 132 uomini delle Compagnie K ed L dell'11º Reggimento Fanteria che rimasero di guarnigione finché non ebbero il cambio il 18 ottobre 1901. Quando l'11º Fanteria partì, presero le campane sottratte dalla chiesa di Balangiga distrutta dal fuoco e un cannone dalla piazza di fronte alla chiesa. Le campane furono prese perché una era stata usata dai Filippini per segnalare l'attacco alla Compagnia C, 9º Fanteria e perché il metallo avrebbe potuto essere trasformato in armi come cannoni e baionette. Tutte e tre le campane rimasero sotto la responsabilità del capitano del commissariato militare Robert Alexander nel loro quartier generale di Tacloban.
La campanella dei segnali era la campana che segnalò l'attacco contro le truppe statunitensi da parte dei Filippini nel massacro di Balangiga. L'11º Fanteria la diede al 9º Reggimento Fanteria nel suo quartier generale a Calbayog alcuni mesi prima della partenza per casa del 9º Fanteria. Arrivarono a San Francisco il 27 giugno 1902. L'unità fu restituita alla sua vecchia Caserma Madison a Sackets Harbor (New York) dove costruirono un piedistallo di mattoni per esporla. Nel 1928, fu trasferita a Fort Lewis a Tacoma (Washington). La campana fu poi tenuta nel Museo della 2ª Divisione Fanteria a Camp Red Cloud, Uijeongbu, Sud Corea. Era precedentemente esposta nel quartier generale dell'unità a Camp Hovey.
L'11º Fanteria lasciò le Filippine nel febbraio 1904 portando le campane con sé e si ridislocaromo a Fort D.A. Russell in Wyoming il 23 marzo 1904. Il 16 maggio 1905, il giornale Cheyenne Daily Leader riportò che il cannone era stato montato sul campo di parata vicino all'asta della bandiera insieme ad altri cimeli provenienti dalle Filippine "per includere la famosa campana che diede il segnale del massacro di un'intera compagnia. Due campane alte tre piedi [novanta centimetri] e un cannone di sette piedi [duecentodieci centimetri] erano esposti orgogliosamente di fronte all'asta della bandiera sul campo di parata".
Un cartello fu installato su una delle campane:
«Questa campana era appesa nella chiesa di Balangiga, Samar, PI, e suonò il segnale per l'attacco alla Compagnia C, 9º Fanteria, 29 sett. 1901. Fatta dalla Compagnia L, 11º Fanteria, e dal distaccamento della Compagnia K, 11º Fanteria, le prime unità a raggiungere la scena dopo il massacro.»
Il cartello attribuiva erroneamente alle unità dell'11º Fanteria di essere state le prime a raggiungere Balangiga dopo la battaglia, ma fu cambiato nel 1911 dando il giusto credito alla Compagnia G, 9º Fanteria, per aver riconquistato Balangiga. L'11º Fanteria fu trasferito in Texas nel 1913, lasciandosi dietro le due campane grandi.
Nel 1927, Forte D.A. Russell fu rinominato Forte Francis E. Warren. L'esercito lasciò la base nel 1941, abbandonando di nuovo le campane dove si trovavano. Il 7 ottobre 1949, l'ex base dell'esercito divenne la Base dell'aviazione Francis E. Warren, e le campane divennero manufatti nella collezione del Museo nazionale dell'Aeronautica degli Stati Uniti (National Museum of the United States Air Force). Nel 1967, il colonnello Robert J. Hill, comandante del 90º Stormo Missilistico, fece costruire per le campane un muro curvo di mattoni rossi nel parco dei trofei della Base aerea F. E. Warren, con una targa di bronzo sul muro tra di esse che raccontava la storia del massacre a Balangiga. Fino al 1987, sul retro di entrambe era ancora visibile una debole iscrizione, che diceva:
«USATA DAI FILIPPINI

PER SUONARE IL SEGNALE DEL 

MASSACRO DELLA COMPAGNIA "C"

NONO FANTERIA A BALANGIGA P.l.

28 SETTEMBRE 1901»
Nel 1979, si scoprì che un cannone di bronzo che era stato anch'esso preso da Balangiga era stato fuso a Londra nel 1557 e recava il monogramma di Maria I d'Inghilterra. Fino al 2001, una teca di cristallo ospitava le campane insieme al cannone Falconetto.

## Tentativi di recupero
Nel novembre 1957, Fr. Horacio de la Costa del Dipartimento di Storia all'Università Ateneo de Manila scrisse una lettera a Chip Wards, lo storico del comando del Tredicesimo Aeronautica militare alla Base aerea di Clark, affermando che le campane appartenevano au Francescani e che dovevano essere restituite alle Filippine. Questa è la prima attestazione dell'interesse filippino per le campane di Balangiga. L'anno seguente, un gruppo di Francescani statunitensi con sede a Guihulngan (Negros Oriental) scrisse di nuovo a Wards ribadendo che le campane erano francescane.
«Condividendo le campane, noi condividiamo le agonie che esse rappresentano, e possiamo poi chiudere questo capitolo della nostra storia.»

— Domingo Siazon Jr., segretario filippino agli Affari esteri, citato dal Los Angeles Times, 1998
L'amministrazione del presidente delle Filippine Fidel Valdez Ramos iniziò dei tentativi per recuperare una o più delle campane dall'amministrazione di Bill Clinton a metà degli anni 1990. Il governo degli Stati Uniti fu adamantino sul fatto che le campane erano proprietà degli Stati Uniti, che ci sarebbe voluta una legge del Congresso per restituirle e che la Chiesa cattolica non aveva alcuna voce in capitolo nella faccenda. La Conferenza dei Vescovi cattolici delle Filippine mantenne la posizione che le campane erano inappropriate come trofei di guerra. Nel 1998, Ramos propose di rifondere due nuove campane, facendo poi tenere a ciascun paese un originale e un duplicato. L'ambasciatore filippino negli Stati Uniti Raul Rabe visitò due volte Cheyenne (Wyoming), per ottenere sostegno a questa proposta, ma non ebbe successo.
Nel 2002, il Senato filippino approvò la risoluzione del Senato n. 393, scritta da Aquilino Pimentel Jr. e che sollecitava l'amministrazione Arroyo ad intraprendere negoziati formali con gli Stati Uniti per il ritorno delle campane. Nel 2005, il vescovo di Borongan (Provincia di Eastern Samar) Leonardo Medroso e il parroco di Balangiga Saturnino Obzunar scrissero una lettera aperta indirizzata al presidente George W. Bush, al Congresso degli Stati Uniti e alla Commissione di Helsinki chiedendo loro di facilitare il ritorno delle campane. Quello stesso anno, la Commissione dei Veterani del Wyoming appoggiò il ritorno dei cimeli della Guerra filippino-americana, ma il governatore del Wyoming Dave Freudenthal affermò che era in disaccordo con la Commissione e si oppose alla restituzione delle campane. Il 13 gennaio 2005, il deputato Bob Filner presentò la risoluzione parlamentare n. 313 che sollecitava il Presidente ad autorizzare il trasporto della proprietà di una delle campane al popolo delle Filippine. La risoluzione morì il 3 gennaio 2007 con l'aggiornamento del Congresso. Il 26 settembre 2006, i deputati Bob Filner, Dana Rohrabacher, ed Ed Case sostennero la risoluzione parlamentare concorrente n. 481 che sollecitava il Presidente ad autorizzare il ritorno delle campane, ma morì anch'essa il 3 gennaio 2009 con l'aggiornamento del Congresso.
Nel 2007, Napoleón Abueva, l'artista nazionale delle Filippe per la scultura, scrisse all'ambasciatrice statunitense nelle Filippine Kristie Kenney chiedendo il suo aiuto per il recupero delle campane. Il senatore Manny Villar presentò la risoluzione del Senato n. 177 il 25 ottobre, una risoluzione "che esprime il senso del Senato per il ritorno nelle Filippine delle campane di Balangiga Bells che furono prese dalle truppe statunitensi dalla cittä di Balangiga, Provincia di Samar, nel 1901".
«Ridateci quelle campane di Balangiga. Sono nostre. Appartengono alle Filippine. Fanno parte del nostro patrimonio nazionale. Isauli naman ninyo. Masakit 'yan sa amin. (Per favore restituitecele. Questo è troppo doloroso per noi.)»

— Rodrigo Duterte, Presidente delle Filippine, citato dal suo Discorso sullo Stato della Nazione, 24 luglio 2017
I cittadini di Balangiga chiesero agli Stati Uniti di restituire le campane della chiesa quando ricevettero aiuti dall'esercito statunitense dopo il tifone Haiyan colpì la città nel 2013. Il presidente Duterte pretese il ritorno delle campane nel suo Discorso sullo Stato della Nazione il 24 luglio 2017, ma non sollevò la questione in un incontro bilaterale con il presidente Donald Trump nel novembre 2017 durante il 31º Vertice dell'ASEAN. Nel febbraio 2018, i politici Randy Hultgren e Jim McGovern obiettarono a che le campane fossero restituite alle Filippine a causa dell'attuale violazione dei diritti umani determinata dalla guerra contro la droga nelle Filippine di Duterte. Le campane furono restaurate e restituite negli Stati Uniti entro il dicembre 2018.

## Rimpatrio
«La storia di queste campane abbraccia l'intera relazione tra gli Stati Uniti e le Filippine. Nel tempo, esse hanno toccato molte vite. E il loro ritorno sottolinea la duratura amicizia tra i nostri paesi, i nostri valori condivisi e i nostri sacrifici condivisi.»

— Sung Kim, ambasciatore statunitense nelle Filippine, citato dai suoi commenti alla Cerimonia per il ritorno delle campane di Balangiga, 11 dicembre 2018

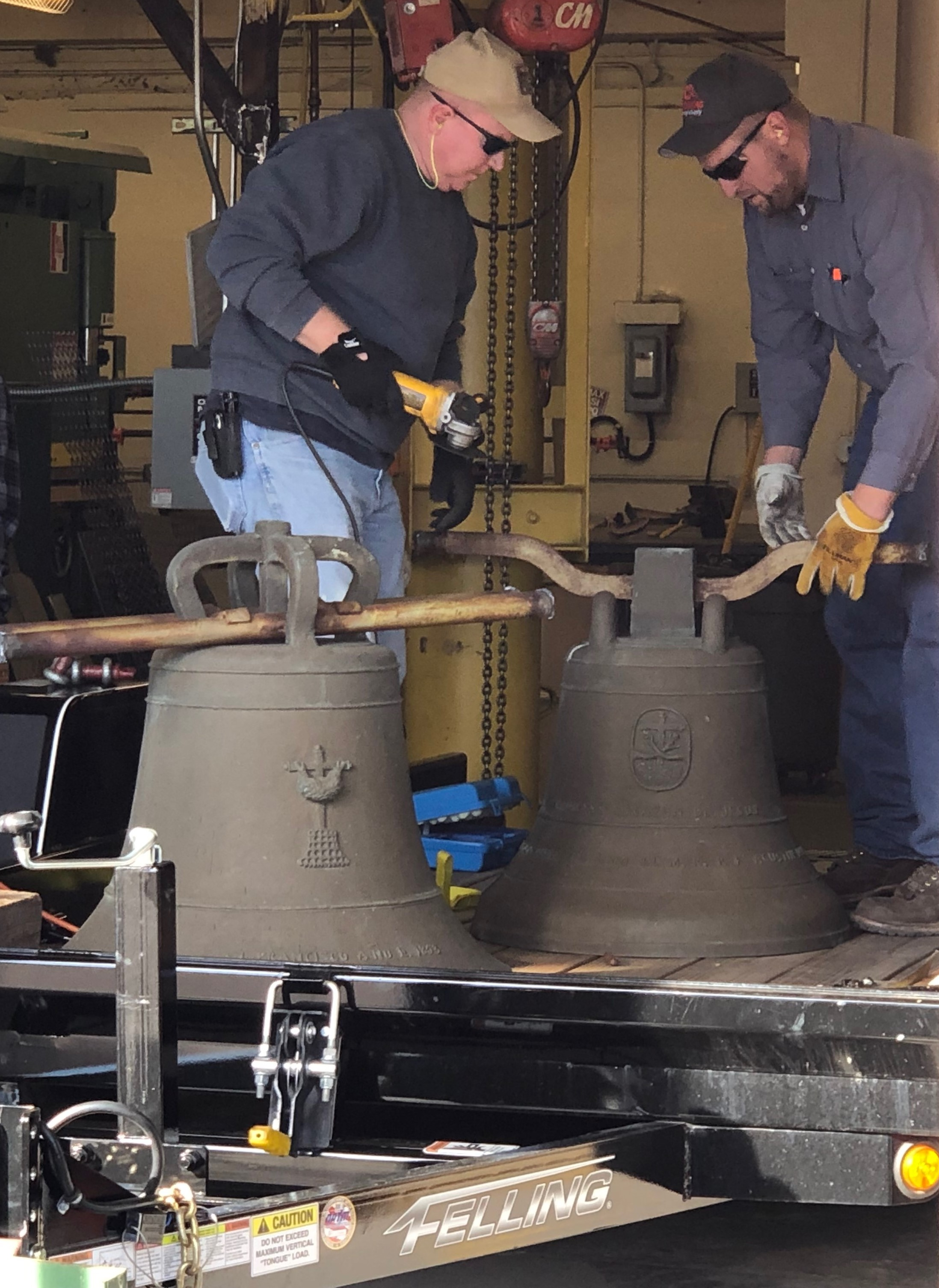
Le due campane di Balangiga in Wyoming dopo la rimozione dall'esposizione alla Base aerea F. E. Warren

Durante i Vertici ASEAN del 2017, il segretario filippino alla difesa nazionale Delfin Lorenzana si incontrò con il segretario alla difesa degli Stati Uniti Jim Mattis, e Lorenzana sollevò la questione delle campane di Balangiga. Mattis prese l'impegno personale di garantire il ritorno delle campane in un incontro con il presidente delle Filippine Rodrigo Duterte, e cercò poi di ottenere la legislazione per consentire il rimpatrio legale delle campane. L'ambasciatore filippino negli Stati Uniti Babe Romualdez, tuttavia, rivelò in un'intervista con la CNN Filippine che il presidente Duterte aveva detto personalmente a Mattis di restituire le campane durante l'incontro nel Vertice dell'ASEAN a Clark nell'ottobre 2017.
Nell'agosto 2018, la Legge nazionale di autorizzazione per la difesa degli Stati Uniti diede al segretario alla difesa Jim Mattis l'autorità di decidere sulla faccenda, ed egli informò il Congresso che il Dipartimento della difesa intendeva restituire le camopane alle Filippine. Quel mese l'Ambasciata statunitense nelle Filippine emise una dichiarazione che il Dipartimento della difesa aveva notificato al Congresso che progettava di restituire le campane alle Filippine in una data non specificata. Tre mesi dopo, Rolando Borrinaga della Commissione nazionale delle Filippine per la cultura e le arti affermò che le due campane presso la Base aerea Francis E. Warren sarebbero state consegnate a rappresentanti delle Filippine il 15 novembre 2018. La terza campana in Corea del Sud era già pronta per il rimpatrio. Le due campane in Wyoming furono poi spedite a Filadelfia per un lavoro di restauro prima di essere inviate in Giappone, dove si unirono alla rerza campana.
Il 10 dicembre 2018, tutte e tre le campane della chiesa erano nella Base aerea di Kadena in Giappone in attesa del rimpatrio nelle Filippine. La mattina successiva, l'Ambasciata statunitense nelle Filippine dichiarò che le campane erano a bordo di un Lockheed C-130 Hercules dell'aviazione statunitense in viaggio per Manila.

### Arrivo a Manila

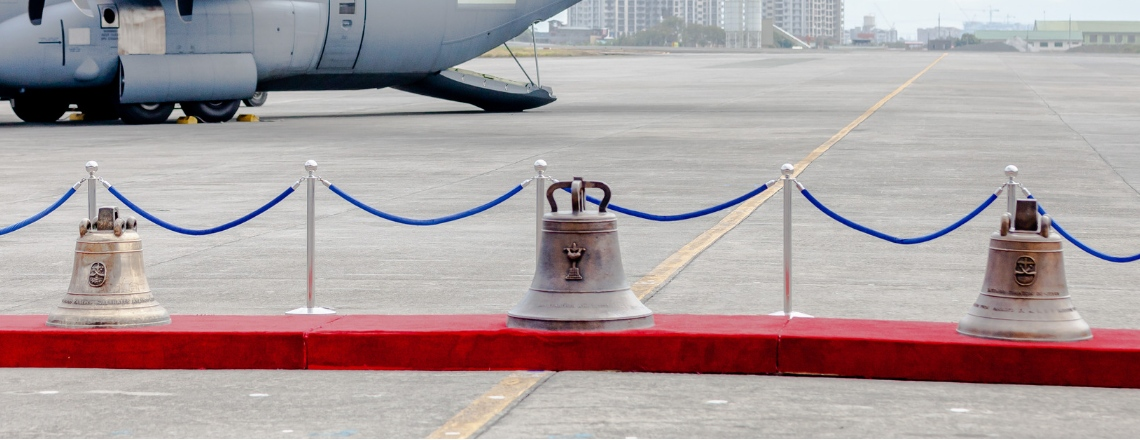
Le campane di Balangiga in mostra durante una cerimonia di rimpatrio alla Base aerea di Villamor. La campana a sinistra era stata tenuta dal 9º Reggimento Fanteria dell'esercito a Campo Red Cloud in Sud Corea; è la più piccola delle tre. La campana al centro è la più grande; quest'ultima e la campana a destra erano state esposte nel Parco dei trofei della Base aerea F.E. Warren a Cheyenne, Wyoming.

Le campane arrivarono nelle Filippine alla Base aerea Villamor l'11 dicembre 2018; e furono restituite alla chiesa di Balangiga il 15 dicembre 2018. Mentre erano a Manila, le campane furono messe in mostra nel Museo aerospaziale dell'Aeronautica delle Filippine fino al 14 dicembre.
Il 13 dicembre 2018, il vescovo Borongan Crispin Varquez rilasciò una dichiarazione che obiettava alla proposta incorporata nella risoluzione del Senato delle Filippine n. 965 presentata dal senatore Juan Miguel Zubiri il 6 dicembre 2018 che sollecitava il governo delle Filippine a porre una delle tre campane nel Museo nazionale delle Filippine di Manila, "per essere condivise con il popolo filippino".  I rappresentanti della Chiesa cattolica affermarono che le campane sono manufatti storici che "chiamano i fedeli alla preghiera e alla venerazione" e perciò vanno messe giustamente in una chiesa. Zubiri qualificò l'affermazione come "arrogante"; il direttore del Museo nazionale Jeremy Barns espresse tristezza per l'incidente, e dichiarò che il Museo nazionale non era stato coinvolto nella risoluzione di Zubiri, né era stato informato di essa prima del fatto.

### Ritorno a Samar
Le campane furono aviotrasportate da un aereo C-130 dell'Aeronautica statunitense nella vicina città di Guiuan, arrivando il 14 dicembre. Da lì furono poi consegnate a Balangiga in un viaggio di due ore via strada. Le campane furono poi trasferite alla città di Balangiga il giorno successivo. In una cerimonia alla presenza del presidente Rodrigo Duterte, il certificato di trasferimento fu dato al sindaco Randy Graza. Duterte poi suonò una delle campane, e osservò che il merito del ritorno delle campane "va al popolo americano e al popolo filippino".
Le tre campane furono restituite alla chiesa parrocchiale di San Lorenzo de Martir nel pomeriggio del 15 dicembre 2018. La domenica il giorno successivo prima dell'alba, una delle campane fu suonata per Simbang Gabi per la prima volta nella chiesa dal 1901.
Il successo della campagna per restituire le campane venne grazie al sostegno delle organizzazioni dei veterani, incluse la Veterans of Foreign Wars e l'American Legion, secondo Rolando Borrinaga. Un'altra fonte citò source cited Borrinaga, e gli ex ufficiali della Marina degli Stati Uniti Dennis Wright e Dan McKinnon come coloro che "fecero campagna per far rimpatriare le campane"; questi stessi ex soldati statunitensi avevano capeggiato il recupero da West Point nel 2016 di un'altra campana presa dalla chiesa dei Santi Pietro e Paolo a Bauang (La Union). Anche il lavoro del Gruppo di ricerca di Balangiga fu determinante per convincere i veterani statunitensi a sostenere lo sforzo per restituire le campane. Il gruppo comprende Borrinaga, il giornalista britannico Bob Couttie ed E. Jean Wall, la figlia di Adolph Gamlin, un soldato statunitense del 9º Fanteria che sopravvisse all'attacco filippino nel 1901. Anche al vice sottosegretario alla difesa per il Sudest asiatico Joseph Felter e all'uomo d'affari e filantropo statunitense Henry B. Howard si riconosce il merito di "aver svolto un ruolo importante nel ritorno delle campane".

## Opinione contraria
Eugenio Roy Daza, il nipote del capitano Eugenio Daza, un membro dei collaboratori di Vicente Lukbán che aiutò ad organizzare l'attacco a sorpresa alla guarnigione del 9º Fanteria nel 1901, asserisce che in base alle memorie di suo nonno e a documenti da lui trovati negli archivi statunitensi, i soldati americani presero solamente un'unica campana; le campane che erano state esposte in Wyoming venivano non dalla chiesa di Balangiga, ma da altre chiese delle Filippine.

### Annotazioni
1. ↑  M.R.P.F. è un acronimo per il titolo Muy Reverendo Padre Fray ("Molto Reverendo Padre Frate").

### Fonti
1. 1 2 3 4 5 6 7 8  (EN) McKinnon Jr., Daniel W., The Bells of San Lorenzo de Martir (PDF), Veterans of Foreign Wars Wyoming, 2018. URL consultato il 9 dicembre 2018 (archiviato dall'url originale il 9 dicembre 2018).
2. 1 2  (EN) Voluntary Return of One Balangiga Bell by US Seen, su nenepimentel.org. URL consultato il 20 marzo 2008 (archiviato dall'url originale il 17 maggio 2011).
3. 1 2  (EN) Rolando Borrinaga, Solving the Balangiga bell puzzle, su geocities.com. URL consultato il 19 marzo 2008 (archiviato dall'url originale il 22 ottobre 2009).
4. 1 2  (EN) Leonardo Y. Medroso, The Bells of Balangiga: An Appeal for Support, su cbcponline.net, Catholic Bishops' Conference of the Philippines. URL consultato il 19 marzo 2008 (archiviato dall'url originale il 3 giugno 2010).
5. 1 2  (EN) Balangiga Bells back in Philippines after 117 years, ABS-CBN News, 11 dicembre 2018. URL consultato l'11 dicembre 2018.
6. ↑  (EN) About Balangiga, su Municipality of Balangiga.
7. 1 2  (EN) Carl Jaime Bordeos, Historian confirms: Franciscans made Balangiga bells, su cbcpnews.net, Catholic Bishops' Conference of the Philippines, 12 dicembre 2018. URL consultato il 14 dicembre 2018 (archiviato dall'url originale il 15 dicembre 2018).
8. 1 2 3  (EN) Michael Charleston Chua, The Bells of Balangiga: From war trophy to goodwill symbol, ABS-CBN News, 17 novembre 2018. URL consultato il 20 novembre 2018.
9. 1 2  (EN) Rolando Borrinaga, Solving the Balangiga bell puzzle, su news.google.com, Philippine Daily Inquirer, 11 agosto 2008,  p. A14.
10. 1 2  (EN) Veltisezar Bautista, The Balangiga, Samar, Massacre, su filipinoamericans.net. URL consultato il 20 marzo 2008 (archiviato dall'url originale il 26 febbraio 2008).
11. ↑  (EN) G. B. Dobson, Fort D. A. Russell Photos, su wyomingtalesandtrails.com. URL consultato il 16 dicembre 2018.
12. 1 2  (EN) Seth Robson, Book casts doubt on bell's history, su Stars and Stripes, 7 luglio 2004. URL consultato il 21 marzo 2008 (archiviato dall'url originale il 7 settembre 2020).
13. ↑  (EN) Philippine Insurrection, 1899-1902: A Working Bibliography, su Ibiblio.org. URL consultato il 20 marzo 2008.
14. 1 2 3 4 5   Gerald M. Adams, The F.E. Warren Air Force Base War Trophies from Balangiga, P.I., in Annals of Wyoming, vol. 59, n. 1, primavera 1987,  pp. 29-38.
15. ↑   English Falcon Cannon, su warrenmuseum.com, Warren ICBM and Heritage Museum, 9 ottobre 2016. URL consultato il 16 dicembre 2018.
16. ↑   Griver Mead, For Whom the Bells Toll, AsianWeek.com, 11 ottobre 2001. URL consultato il 21 marzo 2008 (archiviato dall'url originale il 27 agosto 2008).
17. ↑   Fact Sheets:F.E. Warren History, su warren.af.mil. URL consultato il 16 dicembre 2018 (archiviato dall'url originale il 9 febbraio 2007).
18. 1 2   David Lamb, Bells of Balangiga Take Toll on Ties, Los Angeles Times, 8 maggio 1998. URL consultato l'11 dicembre 2018.
19. ↑   The Saga of the Balangiga Bells, su davinci.rodal-intl.org:8020. URL consultato il 20 marzo 2008 (archiviato dall'url originale il 21 gennaio 2010).
20. ↑   The Bells of Balangiga Revisited, su Philnews.com. URL consultato il 19 marzo 2008.
21. ↑   Jaime Pilapil, Balangiga bells to be returned to RP soon, Manila Standard Today, 14 novembre 2005. URL consultato il 20 marzo 2008.
22. ↑   Joseph Lariosa, US vets group wants to return Balangiga Bells to RP, The Filipino Express, 14 aprile 2005. URL consultato il 20 marzo 2008 (archiviato dall'url originale il 16 marzo 2008).
23. ↑   Sonny Sampayan, Bells of Balangiga Resolution filed in U.S. Congress, Samar News.com, 29 settembre 2006. URL consultato il 20 marzo 2008 (archiviato il 13 marzo 2008).
24. ↑   Help return Balangiga bells, Philstar Global Corp., 26 luglio 2007. URL consultato il 20 marzo 2008.
25. ↑   Manuel Villar, 14th Congress - Senate Resolution No. 177, su senate.gov.ph. URL consultato il 20 marzo 2008 (archiviato dall'url originale il 9 dicembre 2007).
26. ↑   Paterno Esmaquel II, Give us back Balangiga bells, Duterte tells U.S., Rappler, 24 luglio 2017. URL consultato l'11 dicembre 2018.
27. ↑   Nathan Layne, Please can we have our bells back? Philippine town asks U.S, in Reuters, 21 novembre 2013. URL consultato il 22 novembre 2013 (archiviato dall'url originale il 22 novembre 2013).
28. ↑   Duterte to US: Return Balangiga bells, in Sunstar Philippines, Manila, Sunstar Philippines, 24 luglio 2017. URL consultato il 24 luglio 2017 (archiviato dall'url originale il 24 luglio 2017).
29. ↑   Balangiga’s lasting relevance of people’s uprising will haunt Duterte, Sunstar Philippines, 1º agosto 2017. URL consultato il 14 agosto 2017 (archiviato dall'url originale il 14 agosto 2017).
30. ↑   Pia Ranada, Duterte doesn't raise Balangiga bells with Trump, Rappler, 14 novembre 2017. URL consultato il 25 novembre 2017.
31. ↑   Gaea Katreena Cabico, US solons object return of Balangiga bells to Philippines due to human rights concerns, The Philippine Star, 7 febbraio 2018. URL consultato il 12 agosto 2018.
32. ↑   US returns war trophy bells to Philippines, su France 24, 11 dicembre 2018. URL consultato l'11 dicembre 2018.
33. ↑   117 years on, US returns war-trophy bells to Philippines, su Al Jazeera. URL consultato l'11 dicembre 2018.
34. ↑   Remarks by Ambassador Sung Kim at the Ceremony of the Return of the Balangiga Bells, Embassy of the United States, Manila, 11 dicembre 2018. URL consultato l'11 dicembre 2018 (archiviato dall'url originale il 15 dicembre 2018).
35. ↑   Sung Kim, Returning the Balangiga bells, The Philippine Star, 11 dicembre 2018. URL consultato l'11 dicembre 2018.
36. ↑   Xave Gregorio, How Balangiga bells were given back to PH, CNN Philippines, 6 dicembre 2018. URL consultato l'11 dicembre 2018 (archiviato dall'url originale il 9 dicembre 2018).
37. ↑   Joyce Ann L. Rocamora, US Defense decides to return Balangiga Bells to PH: Embassy, Philippine News Agency, 12 agosto 2018. URL consultato il 17 dicembre 2018.
38. ↑   Neil Jerome Morales, U.S. to return colonization era church bells to the Philippines, Reuters, 12 agosto 2018. URL consultato il 12 agosto 2018.
39. ↑   Don Tagala, Balangiga Bells to begin journey home to the Philippines, ABS-CBN News, 12 novembre 2018. URL consultato il 14 novembre 2018.
40. ↑   Return of Balangiga Bells Shows Deep RP-US Friendship - Gordon, Senate of the Philippines, 18 novembre 2018. URL consultato il 21 novembre 2018.
41. ↑   Aika Rey, Balangiga Bells in Japan before return to the Philippines, Rappler, 10 dicembre 2018. URL consultato il 10 dicembre 2018.
42. ↑   Balangiga Bells headed to Manila for historic homecoming, ABS-CBN News, 11 dicembre 2018. URL consultato l'11 dicembre 2018.
43. ↑   Consuelo Marquez, Town in frenzy over return of Balangiga bells after 117 years, Philippine Daily Inquirer, 9 dicembre 2018. URL consultato il 9 dicembre 2018.
44. ↑   Francis Wakefield, Balangiga bells on display at PAF Aerospace Museum, su Manila Bulletin, 13 dicembre 2018. URL consultato il 15 dicembre 2018 (archiviato dall'url originale il 16 dicembre 2018).
45. ↑   Paterno Esmaquel II, Church hits bid to put one Balangiga bell in National Museum, Rappler, 13 dicembre 2018. URL consultato il 13 dicembre 2018.
46. ↑   Ryan Macasero, National Museum saddened over local church's 'hot reaction' to Balangiga Bells proposal, The Philippine Star, 14 dicembre 2018. URL consultato il 16 dicembre 2018.
47. ↑   Paterno II Esmaquel, Balangiga Bells back in Eastern Samar for handover, su Rappler, 14 dicembre 2018. URL consultato il 15 dicembre 2018.
48. ↑   Frances Mangosing, Balangiga Bells on final journey to homecoming | Inquirer News, su Inquirer.net, 14 dicembre 2018. URL consultato il 15 dicembre 2018.
49. ↑   HOME AT LAST: Duterte rings, kisses Balangiga bell at turnover ceremony, su GMA News Online. URL consultato il 15 dicembre 2018.
50. ↑   US returns looted Balangiga church bells to Philippines, BBC, 15 dicembre 2018.
51. ↑   Joey A. Gabieta, Balangiga bells peal again for ‘Misa de Gallo’ | Inquirer News, su Philippine Daily Inquirer, 17 dicembre 2018. URL consultato il 17 dicembre 2018.
52. ↑   Edgar Allan M. Sembrano, Balangiga bells to be returned December, Philippine Daily Inquirer, 29 ottobre 2018. URL consultato il 15 novembre 2018.
53. ↑   =Wyatt Olson, West Point returns bell taken from Philippines church 100 years ago, Stars and Stripes, 29 aprile 2016. URL consultato il 20 novembre 2018 (archiviato dall'url originale il 2 febbraio 2019).
54. ↑   Edgardo J. Angara, The Balangiga Bells (Part 2), Manila Bulletin, 29 luglio 2017. URL consultato il 18 dicembre 2018 (archiviato dall'url originale il 4 aprile 2019).
55. ↑   Ronaldo O. Reyes, Historic church bells finally arrive in PH after 117 years, Sun.Star Tacloban, 11 dicembre 2018. URL consultato il 18 dicembre 2018.
56. ↑   Babe Romualdez, Christmas bells for Balangiga, The Philippine Star, 15 novembre 2018. URL consultato il 19 dicembre 2018.
57. ↑   Azer Parrocha, Henry Howard hailed for role in return of Balangiga Bells, su pna.gov.ph, Philippine News Agency. URL consultato il 19 dicembre 2018.
58. ↑   Patrick Quintos, Make sure US returns authentic bell, Balangiga hero's grandson tells government, ABS-CBN News, 14 agosto 2018. URL consultato il 19 dicembre 2018.
59. ↑   Emmanuel Tupas, Guerrilla grandson to gov’t: Ensure Balangiga bells’ return, The Philippine Star, 15 agosto 2018. URL consultato il 19 dicembre 2018.